# Regina Frohberg

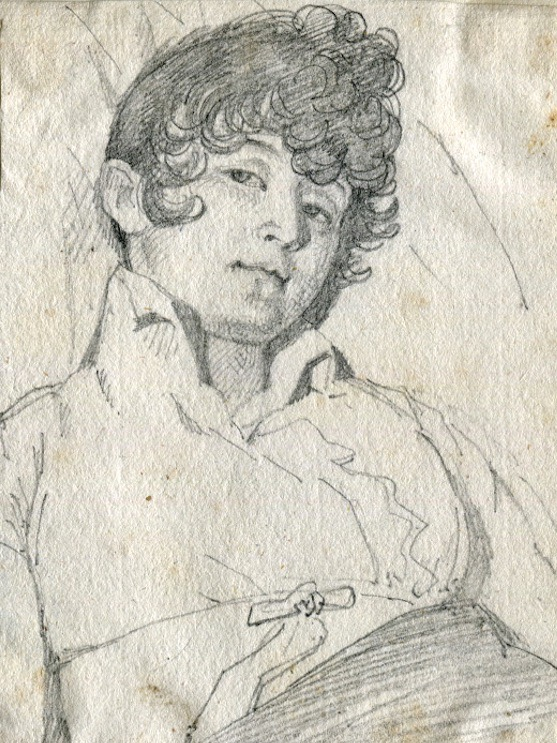
Frédéric-Christophe d’Houdetot: Rebecca Friedländer, Berlin 1807.

Regina Frohberg (Schriftstellername; auch: Regine Frohberg, eigentlich: Rebecca Salomo(n), verheiratete Rebecca Friedländer, später: Rebecca Saaling; * 4. Oktober 1783 in Berlin; † 30. August 1850 in Ischl) war Schriftstellerin und Freundin Rahel Varnhagens.

## Leben
Regina Froberg kam als Rebecca Salomon zur Welt. Sie war die Tochter des wohlhabenden jüdischen Kaufmanns Salomon Jacob (1735–1788) und der Helene, vormals Cheile, geb. Eger, die eine Cousine der Lea Mendelssohn Bartholdy, geb. Salomon war (ihre Väter waren Brüder). Die Familie nahm nach dem Tod des Vaters den Nachnamen Saaling an. Rebecca hatte mehrere Geschwister:
- August Saaling (1780–1826), vormals Simon, Kaufmann in Berlin.
- Clara Saaling (1781–1851), die den Frankfurter Bankier Moses Isaak Hertz (1778–1848), Sohn von Isaac Samson (gest. 1805) und Jette (Judith) Herz, geb. Gounz (1759–1840) ehelichte.
- Emil Louis Ferdinand Saaling (1783–1867), Kaufmann in Hamburg, verstorben in Frankfurt am Main.
- Mariane Saaling (1786–1868), vormals Mirjam, die sich später dem Katholizismus zuwandte und nach dem Tod Rahel Varnhagens 1834 kurzzeitig mit Karl August Varnhagen von Ense verlobt war.
- Julie Caroline Marie Helene Henriette Saaling (1788–1863), vormals Gela, die den damaligen Hauslehrer der Familie Mendelssohn und Philologen Karl Wilhelm Ludwig Heyse heiratete; sie wurden die Eltern des Dichters Paul Heyse.

Julie erhielt eine für ihre Zeit sorgfältige Erziehung. Um 1800 trat Frohberg in Berlin als Salonnière in Erscheinung und veranstaltete als „Ästhetische Tees“ bezeichnete Teegesellschaften. 1801 ging sie eine Konvenienzehe mit dem Bankier und Kaufmann Moses Friedländer (1774–1840) ein, einem Sohn David Friedländers, die 1805 geschieden wurde.
Nach dem Scheitern ihrer Ehe trat Frohberg zum evangelischen Glauben über und nahm wie ihre beiden Schwestern den Namen Saaling an. Einer ihrer Bekannten war der preußische Obermundschenk Leopold von Egloffstein-Arklitten (1766–1830), der 1786 in den Grafenstand erhoben und preußischer Obermundschenk geworden war. Er war Ehemann der Weimarer Salonnière Henriette von Egloffstein, späteren Beaulieu-Marconnayx, und wurde 1803 von dieser ebenfalls geschieden.
Im Jahr 1808 veröffentlichte sie, ermutigt vom Grafen Egloffstein, anonym ihren Debütroman Louise oder kindlicher Gehorsam und Liebe im Streit. Später nahm sie das Pseudonym an, unter dem sie eine berühmte Unterhaltungsschriftstellerin wurde.
Seit 1813 lebte Regina Frohberg in Wien, wo sie bald Anschluss an die dortige aristokratische Gesellschaft um Fanny von Arnstein, geb. Itzig, und Bernhard von Eskeles fand. Sie selbst wurde in Rezensionen mitunter als von Frohberg genannt. Als sie 1833 zwar mit der Veröffentlichung der Briefe ihrer Freunden Rahel Varnhagen einverstanden war, aber namentlich nicht in Erscheinung treten wollte, kürzte der Herausgeber ihren Namen mit Frau von F. ab.
Paul Heyse zeichnet in seinen Jugenderinnerungen und Bekenntnissen ein sehr kritisches Bild seiner Tante, in dem er auch auf ihre Verbindungen zur Aristokratie Österreichs verweist.
Sie verstarb 1850 in Bad Ischl.

## „Schmerz der Liebe“
Rebecca Friedländer veröffentlichte zahlreiche Romane und Erzählungen, die teilweise mehrere Auflagen erlebten. Sie kann als eine der ersten deutschen Schriftstellerinnen jüdischer Herkunft angesehen werden. Sie übersetzte und bearbeitete zudem zahlreiche Dramen aus dem Französischen und veröffentlichte Gedichte und Aufsätze in Zeitschriften wie dem „Mode-Journal“ von Friedrich Justin Bertuch, dem von Biedenfeld und Kuffner herausgegebenen Magazin „Feierstunden“ und der „Wiener Zeitschrift für Kunst, Literatur, Theater und Mode“.
Viele ihrer Romane und Erzählungen spielen im aristokratischen Milieu und verbinden Liebesgeschichten mit komplizierten Verwicklungen. Eine Besonderheit für zeitgenössische Leser stellte ihr zweiter anonym erschienener Roman Schmerz der Liebe dar. In diesem Schlüsselroman verarbeitete Rebecca Friedländer den aktuellen Klatsch der jüdischen Gemeinde Berlins, den sie in eine fiktive aristokratische Gesellschaft verlegte. Eine der so porträtierten Personen war ihre Freundin Rahel Varnhagen.
Rebecca Friedländer und Rahel Varnhagen verband eine Freundschaft, die seit 1805 auch in einem intensiv geführten Briefwechsel bestand. Insgesamt 158 Briefe Rahel Varnhagens an Rebecca Friedländer sind überliefert, während Rebecca Friedländer ihre Briefe im hohen Alter von Rahel Varnhagen zurückverlangte und anschließend verbrannte. Beiden Frauen gelang es, sich von den herkömmlichen patriarchalischen Familienmustern wenigstens zum Teil zu befreien und sich gleichzeitig wirksam für die Emanzipation der Juden in der Gesellschaft einzusetzen. Die Freundschaft endete, als Rahel Varnhagen sich in Rebecca Friedländers Roman Schmerz der Liebe in der Figur der Baronin Charlotte von Willingshausen wiedererkannte, deren Charakter von Gräfin Arberg, die Züge der Autorin trägt, wenig schmeichelhaft gezeichnet wird:
In ihren Aeusserungen über Menschen und menschliche Verhältnisse, war sie hart und schneidend. Für große Weltbegebenheiten konnte sie sich mit Wärme interessieren, von Literatur und Kunst mit Begeisterung sprechen; aber alles, was sich in der Gesellschaft zutrug, ließ sie kalt. Was sie wahr seyn nannte, war oft nur Erbitterung ihres Herzens, die aus mancherlei Erfahrungen und Unglücksfällen entsprungen, ihr ganzes Wesen gleichsam mit Galle stempelte.
Rahel Varnhagens damaliger Verlobter, Karl August Varnhagen von Ense, veröffentlichte unter Pseudonym August Becker eine scharfe Kritik des Romans sowie des Erstlings und der Erzählungen während Rahel Varnhagen den Briefwechsel mit Frohberg einstellte. Ob Frohberg von Varnhagens Autorschaft der Rezension wusste, ist unklar; das Verhältnis blieb ungetrübt, und 1834 besuchte Karl August Varnhagen Regina Frohberg in Wien.
Vier Jahre nach der anonymen Erstveröffentlichung erschien von Schmerz der Liebe eine zweite Auflage. Beide Autorinnen schenkten ihren Briefwechsel Karl August Varnhagen, der mit diesem Konvolut begann, die Korrespondenz seiner Frau zu sammeln, zu transkribieren und möglichst vollständig zu überliefern.

## Werke

### Romane und Erzählungen
- Louise oder Kindlicher Gehorsam und Liebe im Streite. Braune, Berlin 1808.
- Schmerz der Liebe. Salfeld, Berlin 1810 (Digitalisat); 2, verb. Aufl., Pichler, Wien 1815 (Digitalisat).
- Erzählungen. Richter, Wien 1811. 2. Aufl. 1817 (Digitalisat).
- Maria oder Die Folgen des ersten Fehltritts. 1812.[9]
- Das Opfer. Kunst- und Industrie-Comptoir, Amsterdam/Leipzig 1812.
- Darstellungen aus dem menschlichen Leben. Pichler, Wien 1814. (Digitalisat), (Digitalisat)
- Die Brautleute oder Schuld und Edelmuth. Pichler, Wien 1814.
- Bestimmung. Pichler, Wien 1814 (Digitalisat)
- Das Gelübde. Ein Roman in Briefen. Pichler, Wien 1816, Bd. 1 (Digitalisat); Bd. 2 (Digitalisat).
- Verrath und Treue. Pichler, Wien 1816 (Digitalisat).
- Gustav Sterning. Das Ungewitter. Zwei neue Erzählungen. Pichler, Wien 1817 (Digitalisat); (Digitalisat).
- Herbst-Blumen. Pichler, Wien 1817 (Digitalisat).
- Kleine Romane. 3 Bände. Schellenberg, Wiesbaden 1819.
- Stolz und Liebe. Trassler, Brünn 1820.
- Entsagung. 2 Bände. Geistinger, Wien/Triest 1824. (Digitalisat Band 1), (Band 2).
- Die Rückkehr. 2 Bände. Wilmans, Frankfurt a. M. 1824.
- Der Liebe Kämpfe. Ein Roman in zwei Theilen. Engelmann, Leipzig 1826.
- Die Abreise. 2 Bände. Adolph, Wien 1830 (Digitalisat).
- Eigene und fremde Schuld. 2 Bände. Loeben, Leipzig 1837.
- Vergangenheit und Zukunft. 2 Bände. Heinsius, Gera 1840.
- Gedankenfrüchte auf den Pfad des Lebens. Mechitaristen-Congregation, Wien 1842.

### Dramen
- Der Geschäftige – Lustspiel nach Il veut tout faire von Collin d’Harleville (1812).
- So bezahlt man seine Schulden – Lustspiel nach Les Étourdis von François Andrieux (1815).
- Das unvermuthete Zusammentreffen oder: So rächt sich eine Deutsche – Lustspiel nach einem französischen Vaudeville (1815).
- Onkel und Neffe – Lustspiel nach Les Femmes von Charles-Albert Demoustier (1816).
- Der Jüngling von 60 Jahren – Lustspiel nach dem Französischen (1826).
- Alter und Jugend – Lustspiel nach Le Vieillard et les jeunes gens von Collin d’Harlevielle (o. J.).
- Der Page und das Pasquill (o. J.).
- Rosalie oder sie besinnt sich anders – Lustspiel nach dem Französischen (o. J.).
- Die Schwiegersöhne – Lustspiel, frei bearbeitet nach Charles-Guillaume Étienne (o. J.).

- Die Theaterstücke Rebecca Friedländers erschienen 1817 und 1818 unter dem Titel Theater in zwei Bänden bei Schellenberg in Wiesbaden:
  - Bd. 1 (Digitalisat)
  - Bd. 2 (Digitalisat).